# 愛の泉
『愛の泉』（あいのいずみ、Three Coins in the Fountain）は1954年のアメリカ合衆国のロマンティック・コメディ映画。ジョン・H・セカンダリによる小説に基づいており、ローマで働く3人のアメリカ人女性のロマンスを描く。トレヴィの泉を一躍有名にした作品としても知られる。
出演はクリフトン・ウェッブやドロシー・マクガイアなど。主題歌はフランク・シナトラが歌唱した。
第27回アカデミー賞では、歌曲賞（サミー・カーン、ジュール・スタイン）と撮影賞（ミルトン・クラスナー）を受賞した。

## キャスト
| 役名             | 俳優                     | 日本語吹替 | 日本語吹替 |
| 役名             | 俳優                     | テレビ版1  | テレビ版2  |
| ---------------- | ------------------------ | ---------- | ---------- |
| シャドウェル     | クリフトン・ウェッブ     | 千葉耕市   |            |
| フランシス       | ドロシー・マクガイア     | 山本嘉子   | 沢田敏子   |
| アニータ         | ジーン・ピーターズ       |            | 小沢左生子 |
| プリンス・ディノ | ルイ・ジュールダン       | 納谷悟朗   |            |
| ジョルジオ       | ロッサノ・ブラッツィ     |            |            |
| マリア           | マギー・マクナマラ       |            |            |
| バーゴイン       | ハワード・セント・ジョン |            |            |
| バーゴイン夫人   | キャスリン・ギヴニー     |            |            |
| ディノの母       | キャスリーン・ネスビット |            |            |

- テレビ版1：初回放送1971年5月26日『映画招待席』
- テレビ版2：放送日1977年12月2日『想い出の名作洋画劇場』他

## スタッフ
- 監督：ジーン・ネグレスコ
- 製作：ソル・C・シーゲル
- 原作：ジョン・H・セコンダリ
- 脚本：ジョン・パトリック
- 撮影：ミルトン・クラスナー
- 編集：ウィリアム・レイノルズ
- 美術：ライル・ウィーラー、ジョン・デ・キュア
- 作詞：サミー・カーン
- 作曲：ジュール・スタイン
- 音楽：ヴィクター・ヤング